# Antille Olandesi ai Giochi della XV Olimpiade
Le Antille Olandesi parteciparono ai Giochi della XV Olimpiade, svoltisi a Helsinki dal 19 luglio al 3 agosto 1952, con una delegazione di 11 atleti impegnati nel torneo di calcio.
Fu la prima partecipazione di questo paese ai Giochi olimpici. La squadra di calcio antillana giocò una sola partita, contro la Turchia, uscendone sconfitta per 2-1 e quindi eliminata dal torneo.

## Risultati

### Calcio
| Atleta | Classifica |                             |
| --- | --- | --------------------------- |
| V · D · M Nazionale olimpica antillana olandese · Calcio ai Giochi Olimpici Estivi 1952 1 Hato · 2 Hernández · 3 Matrona · 4 de Lanoi · 5 Kemp · 6 Canword · 7 Giribaldi · 8 Vlinder · 9 Helder · 10 Adoptie · 11 Merced · 12 Brokke · 13 Conquet · 14 Brión · 15 Briezen · 16 Coffie · 17 Heyliger · 18 Rodríguez · 19 Gómez · 20 Krips · CT : Maduro | 9° |                             |
| Nazionale olimpica antillana olandese · Calcio ai Giochi Olimpici Estivi 1952 | |                             |
| 1 Hato · 2 Hernández · 3 Matrona · 4 de Lanoi · 5 Kemp · 6 Canword · 7 Giribaldi · 8 Vlinder · 9 Helder · 10 Adoptie · 11 Merced · 12 Brokke · 13 Conquet · 14 Brión · 15 Briezen · 16 Coffie · 17 Heyliger · 18 Rodríguez · 19 Gómez · 20 Krips · CT: Maduro                                                                                          | 1 Hato · 2 Hernández · 3 Matrona · 4 de Lanoi · 5 Kemp · 6 Canword · 7 Giribaldi · 8 Vlinder · 9 Helder · 10 Adoptie · 11 Merced · 12 Brokke · 13 Conquet · 14 Brión · 15 Briezen · 16 Coffie · 17 Heyliger · 18 Rodríguez · 19 Gómez · 20 Krips · CT: Maduro | Antille Olandesi (bandiera) |